# BBÖ 113
Die Dampflokomotivreihe BBÖ 113 war eine Schnellzug-Schlepptenderlokomotivreihe der Österreichischen Bundesbahnen (vor 1938 abgekürzt mit BBÖ).

## Geschichte

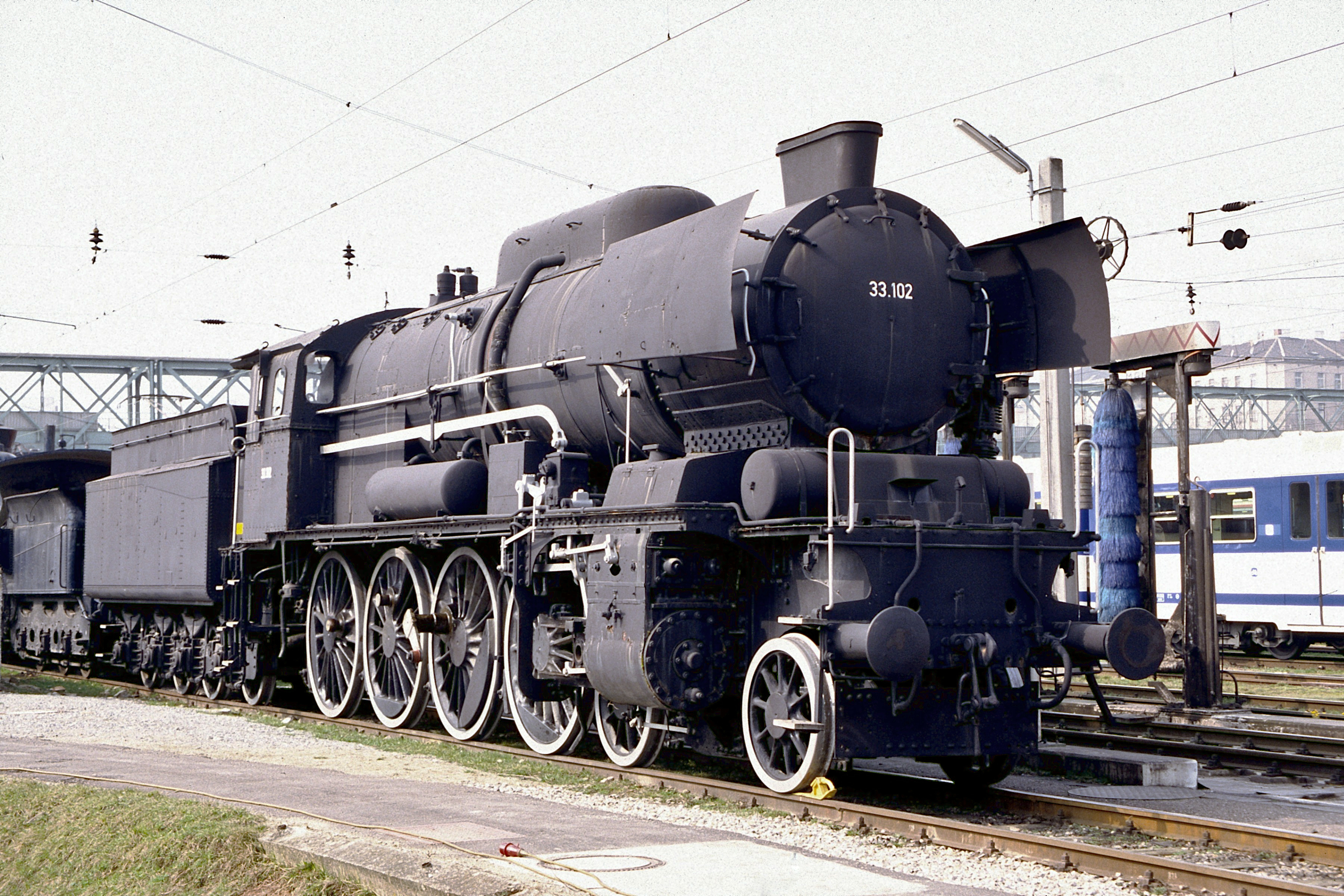
33.102 nach ihrem Abtransport vom Technischen Museum am Wiener Westbahnhof (März 1999)

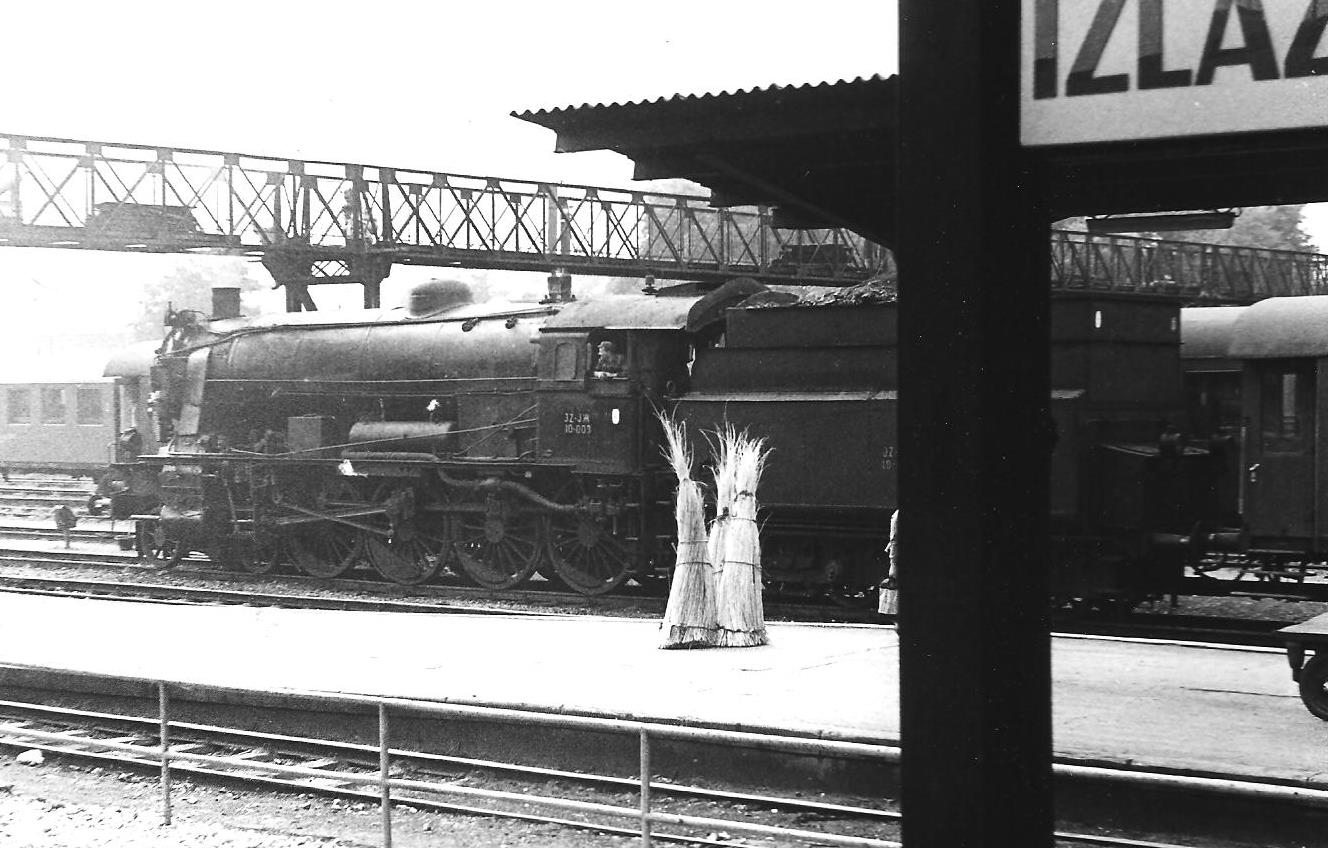
10-003 der JDŽ in Zagreb (1965)

Nach dem Ersten Weltkrieg mussten auf Grund gestiegener Zuglasten, auch durch den Ersatz alter hölzerner Reisezugwagen durch Wagen mit Stahlkasten, neue Lokomotiven für die Westbahn gebaut werden. Zur Ausführung gelangte ein Entwurf mit der Achsfolge 2'D, mit dem zahlreiche Anleihen bei der Reihe 570 der Südbahn genommen wurden, doch zugleich sind zahlreiche Verbesserungen in die Konstruktion eingeflossen. Zwischen 1923 und 1928 wurden 40 Lokomotiven als Baureihe 113 der BBÖ in Betrieb genommen. Die Polnische Staatsbahn (PKP) beschaffte 60 nur in wenigen Details und Maßen abweichende Lokomotiven der PKP-Baureihe Os24.
Die Type war beim Personal beliebt und besaß große Zugkraft. Sie wurde im hochwertigen Reisezugdienst vor Schnell- und Eilzügen eingesetzt und erfüllte ihre Aufgabe bis zum Ende des Dampfbetriebes auf den Hauptstrecken zufriedenstellend, wenngleich die Höchstgeschwindigkeit von 85 km/h zuletzt nicht mehr den Anforderungen entsprach. Bei der Deutschen Reichsbahn erhielten die Lokomotiven ab 1939 die Bezeichnungen 33 101–140. 1953 waren bei den ÖBB noch 33 Loks vorhanden, die Reichsbahnnummern wurden beibehalten. Bis 1968 wurden alle Loks ausgemustert.
Fünf Exemplare gelangten in Folge des Zweiten Weltkrieges nach Jugoslawien und wurden dort als Baureihe 10 bezeichnet.
33.102 blieb für das Österreichische Eisenbahnmuseum erhalten und wurde in den 1970er-Jahren zusammen mit anderen Lokomotiven neben dem Technischen Museum in Wien aufgestellt. 1999 wurden die 33.102 und die anderen Loks in das Eisenbahnmuseum Strasshof in Niederösterreich überstellt. In den 1980er-Jahren wurde die in Jugoslawien erhalten gebliebene ehemalige 113.32 von einem österreichischen Unternehmen erworben und betriebsfähig aufgearbeitet. Diese Lokomotive stand mit der fiktiven ÖBB-Nummer 33.132 für Nostalgiefahrten zur Verfügung und wurde 2025 nach Tschechien verkauft. 
Von der polnischen Nachbauserie Os24 existiert noch ein Exemplar in Polen im Eisenbahnmuseum Warschau.
Erhaltene Dampflokomotiven der Reihe
| Nummer                                             | Baujahr | Erhaltungszustand   | Eigentümer/Standort                                  |
| -------------------------------------------------- | ------- | ------------------- | ---------------------------------------------------- |
| 33.102                                             | 1923    | Schaustück          | TMW / Eisenbahnmuseum Strasshof                      |
| 33.132                                             | 1925    | nicht betriebsfähig | Museum alter Maschinen und Technologien, Dolni Lipka |
| Os24-7 (ex 33.215, falsch als Os24-10 beschriftet) | 1927    | nicht aufgearbeitet | Eisenbahnmuseum Warschau / Warschau                  |